# 新疆生产建设兵团第三师四十九团
新疆生产建设兵团第三师四十九团是中华人民共和国新疆生产建设兵团第三师下辖的一个团，与新疆维吾尔自治区图木舒克市海安镇实行“团镇合一”的管理体制。

## 行政区划
新疆生产建设兵团第三师四十九团下辖以下单位：
团部、一连、二连、三连、四连、六连、七连、八连、九连、十连、十一连、十二连、十三连、十四连、十五连、十六连、十八连、二十连、二十一连、园林站生活区、四十九机务二站生活区、农一队和农二队。